# Корбет, Ричард
Ричард Корбет (англ. Richard Corbet; 1582 — 1635) — английский поэт, оксфордский епископ.

## Биография
Был оксфордским епископом. Стихотворения его имеют шутливый, жизнерадостный характер, с оттенком добродушной, хотя и не лишённой едкости сатиры. Его главные поэмы — «Поездка во Францию» (в которой он очень остроумно вышучивает католическое духовенство и другие стороны жизни Франции того времени), «Iter Boreale» (описание похождений четырёх путешествующих студентов) и «Прощание с феями» (изящная сатира на пуритан).